# Ланди, Марио
Марио Ланди (итал. Mario Landi; 12 октября 1920, Мессина — 18 марта 1992, Рим) — итальянский кинорежиссёр и сценарист.

## Карьера в кино
В 1979 и 1980 годах Ланди снимает два фильма ужасов — Кровь в Венеции и Патрик ещё жив соответственно. Как отмечал Луис Поль в своей книге Italian Horror Film Directors данные картины являются прекрасными примерами того, как далеко может зайти режиссёр в попытке создания совершенного синтеза хоррора и отвращения. Кроме того, они являются своего рода художественными преемниками эстетики театра Гран-Гиньоль, соединяя развлекательность с отталкивающим женоненавистничеством.

## Фильмография
| Год  | Русское наименование | Оригинальное наименование            | Кто                          |
| ---- | -------------------- | ------------------------------------ | ---------------------------- |
| 1980 | Патрик ещё жив       | Patrick vive ancora                  | Режиссёр                     |
| 1980 |                      | Il viziaccio                         | Режиссёр, сценарист          |
| 1979 | Кровь в Венеции      | Giallo a Venezia                     | Режиссёр                     |
| 1976 |                      | Le Impiegate stradali — Batton Story | Режиссёр                     |
| 1974 |                      | Quelli che contano                   | Актёр (Дон Тури Сканнапиеко) |
| 1967 |                      | Questi nostri figli                  | Режиссёр                     |
| 1967 |                      | Maigret à Pigalle                    | Режиссёр, сценарист          |
| 1963 |                      | Giacobbe ed Esau                     | Режиссёр, сценарист          |
| 1960 | Крикуны перед судом  | Urlatori alla sbarra                 | Актёр                        |
| 1957 |                      | I Colpevoli                          | Сценарист                    |
| 1950 | Песни на улицах      | Canzoni per le strade                | Режиссёр, сценарист          |
| 1950 |                      | Le Due sorelle                       | Актёр                        |